# Ankeny, Iowa
Ankeny este un oraș din comitatul Polk, statul Iowa din Statele Unite ale Americii.
1. ↑  Официальный сайт города (în rusă), accesat în 21 februarie 2024
2. ↑  2010 U.S. Gazetteer Files, accesat în 9 iulie 2020